# Vị Hương (thương hiệu mì)
Vị Hương là một thương hiệu mì ăn liền của công ty Thiên Hương, sản xuất và ra mắt lần đầu trên thị trường vào năm 1972. Đây được xem là thương hiệu mì ăn liền đầu tiên của Việt Nam.

## Lịch sử
Vào đầu thập niên 1960, Trần Thành, một doanh nhân người Hoa đến từ Triều Châu, đã thành lập công ty Thiên Hương (Thiên Hương Công ty S.A.R.L), đặt trụ sở chính tại số 118 đường Hải Thượng Lãn Ông ở khu Chợ Lớn. Ông cho xây dựng nhà máy sản xuất bột ngọt hiệu Vị Hương Tố, với dây chuyền hiện đại nhập từ Nhật Bản về. Trong suốt những năm cuối 1960 – đầu 1970, Thiên Hương trở thành doanh nghiệp bột ngọt lớn nhất cả vùng Nam Bộ Việt Nam, cung cấp sản phẩm bột ngọt cho toàn khu vực và thậm chí ra ngoài Việt Nam đến các nước Đông Nam Á. Lấy sự thành công này làm bàn đạp, đến năm 1972, ông Thành tiếp tục đầu tư hai dây chuyền sản xuất mì ăn liền và cho ra đời thương hiệu mì Vị Hương. Đã có nhiều nguồn khẳng định mì Vị Hương là thương hiệu mì ăn liền đầu tiên của Việt Nam được sản xuất, nhưng cũng có nguồn ghi lại rằng trước khi mì Vị Hương ra đời, mì Colusa của Công ty Sản xuất chế biến mì ăn liền Safoco – Sài Gòn thực phẩm, tiền thân mì Miliket, là thương hiệu mì đầu tiên tại Việt Nam; và phải đến sau này, khi chứng kiến sự thành công của mì Vị Hương thì công ty Safoco mới đẩy mạnh quảng bá cho thương hiệu này.
Khi mới ra mắt, mì Vị Hương có thiết kế hai con tôm chụm đầu vào nhau; thiết kế này sau đó đã được sử dụng lại bởi những thương hiệu mì ăn liền khác, trong đó có mì Colusa, do thời điểm này vẫn chưa tồn tại các luật về bảo hộ bản quyền. Nhờ độ phủ sóng rộng rãi của gói mì "hai con tôm" từ những hiệu mì khác nhau mà sau đó tên gọi "mì tôm" để chỉ mì ăn liền đã được ra đời. Phải đến sau 1975, công ty sản xuất mì Miliket mới bắt đầu đầu tư xây dựng lại thương hiệu và nhãn hiệu "hai con tôm" trở thành một đặc trưng đối với sản phẩm của công ty.

## Tổng quan
Một gói mì Vị Hương sẽ bao gồm vắt mì và gói gia vị. Bao bì của mì thường là giấy bọc kraft, nhưng về sau công ty cũng đã sản xuất những gói mì dùng bao nilon.

## Ảnh hưởng
Tại thời điểm ra mắt, mì Vị Hương nhanh chóng chiếm lĩnh thị trường và được nhiều người tiêu dùng chào đón. Mì gói giấy của thương hiệu cũng được xem như là một nét văn hóa của ẩm thực miền Nam Việt Nam. Đến nay, mì Vị Hương vẫn được phân phối đến các hệ thống bán lẻ trên cả nước, với đối tượng tiêu thụ chủ yếu là người lớn tuổi như một cách để hoài niệm về tuổi thơ.